# 江波戸哲夫
江波戸 哲夫（えばと てつお、1946年7月10日 - ）は、日本の作家。東京都生まれ。
東京都立西高等学校を経て、東京大学経済学部を卒業。三井銀行を一年で退職し、学陽書房を経て、1983年からフリーライターとなる。
経済小説などのフィクション、ノンフィクションにまたがる日本経済を描いた多くの作品を刊行。

## 著書
- 『小説大蔵省』かんき出版、1984 のち講談社文庫
- 『欲望の破綻 サラ金の中の日本人』筑摩書房、1984　「ドキュメントサラ金」文庫
- 『小説兜町』講談社、1985　「疑惑株」徳間文庫
- 『小説通産省』かんき出版、1986　のち徳間文庫
- 『総合商社 経済情報小説』講談社、1986
- 『霞が関の興亡 大蔵省・郵政省・警察庁・外務省』筑摩書房、1987 「ドキュメント日本の官僚」文庫
- 『小説郵政省』かんき出版、1987 のち徳間文庫
- 『名社長決断の極意』講談社、1987 「社長の決断 その裏側」文庫
- 『小説都市銀行』講談社、1988 のち文庫
- 『ビッグストア 経済情報小説』講談社、1988
- 『ヘッドハンター』筑摩書房 1988、のち文庫、徳間文庫
- 『特命社員 或る日、あなたに辞令が下る…』ダイヤモンド社、1989 のち徳間文庫
- 『官僚大研究 防衛庁・最高裁判所・厚生省・農林水産省・通産省』筑摩書房、1990
- 『左遷! 商社マンの決断』講談社文庫、1990
- 『政商、誕生す』講談社、1990 「政商誕生」文庫
- 『青嵐 若手官僚たちの反乱 The wind of change』ベストセラーズ、1990 のち新潮文庫
- 『受難管理職』徳間文庫 1991
- 『西山町物語 田中角栄を生んだムラの戦後史』文藝春秋、1991 「田中角栄を生んだムラ 西山町物語」講談社文庫
- 『乗っ取り指令』講談社文庫、1991
- 『支店長、最後の仕事』講談社、1992 「銀行支店長」文庫
- 『集団左遷』世界文化社、1993　のち祥伝社、講談社文庫
- 『迷走銀行』講談社、1993　「高卒副頭取」文庫
- 『柔らかな凶器 いまキャリアウーマンの時代』集英社、1993　「キャリアウーマン」徳間文庫
- 『退職勧告』立風書房、1994、のち祥伝社
- 『夜行虫 小説・商社の犯罪』ダイヤモンド社、1994 「企業の闇に棲む男」講談社文庫
- 『出社拒否宣言』立風書房、1995 「敢えて出社せず」祥伝社文庫
- 『テレビキャスター』潮出版社、1995 「報道キャスターの掟」祥伝社文庫
- 『空洞産業』徳間書店、1996 のち文庫
- 『しなやかな辣腕 小説女性総合職』光文社、1996 「女たちのオフィス・ウォーズ」文庫
- 『新入社員』日本経済新聞社、1996 「新入社員船木徹」講談社文庫
- 『辞めてよかった! 「脱・会社」の決断学』日本経済新聞社、1996 のち学陽文庫
- 『イントラネットクーデター 小説・退陣動議』祥伝社、1997
- 『小説起業講座』日経BP社、1997　「希望退職を募る 小説企業再建」講談社文庫
- 『マンション戦争』光文社、1997 「亀裂 老朽化マンション戦記」文庫
- 『偽薬』講談社、1998 のち文庫
- 『その「格付け」に異議あり』徳間書店、1998
- 『特命支店長』祥伝社ノン・ポシェット 1998
- 『納得いく仕事、納得できる人生 幸せのモノサシを見直してみませんか?』プレジデント社、2000 「辞めてよかった! 納得のいく人生を選ぶ」日経ビジネス人文庫
- 『復活の砦 小説・管理職ユニオン』祥伝社、2000
- 『会社葬送 山一證券最後の株主総会』新潮社、2001　のち角川文庫
- 『壊れた心を見つけたら メンタル・クリニック3001』文藝春秋、2001 「不適応症候群」角川文庫
- 『平成裏ビジネス講座』徳間文庫、2001
- 『成果主義を超える』文春新書、2002
- 『部長漂流』角川書店、2002 のち文庫
- 『神様の墜落 <そごうと興銀>の失われた10年』新潮社、2003
- 『小説盛田昭夫学校』プレジデント社、2005 のち講談社文庫
- 『くたばれ成果主義!』飛鳥新社、2007
- 『団塊世代の二万二千日 あの日、あなたは、ここにいた』リベラルタイム出版社、2008
- 『リーダーシップ原論 名経営者24人の「自著」を読む』プレジデント社、2008
- 『ジャパン・プライド』講談社、2009 のち文庫
- 『起業の砦』講談社、2011
- 『定年待合室』潮出版社、2012 のち文庫
- 『霞が関にラブレター』飛鳥新社、2013
- 『仕事が変わる「魔法の言葉」 名経営者たち73の教え』文春文庫、2014
- 『新天地』講談社、2017
- 『起業の星』講談社文庫、2019
- 『ビジネスウォーズ　カリスマと戦犯』講談社文庫、2019
- 『リストラ事変　ビジネスウォーズ2』講談社文庫、2020

## 共著
- 『田分け コメ自由化で何が起こる 列島徹底ルポ』原剛共著 毎日新聞社、1988 「米騒動は再び起こる」徳間文庫
- 『コメ自由化の落とし穴』小若順一共著 毎日新聞社、1991
- 『輸入米は危ない 農薬汚染,国土荒廃,経済損失』小若順一共著 エイト社、1994
- 『ドルがなくなる日 迫り来る中国・人民元の足音』竹谷仁宏共著 主婦の友新書 2011

## エピソード
- NPO法人「人と人をつなぐ会」の活動に賛同している。
- 『銀行支店長』を各・原作に、1994年に映画『集団左遷』（柴田恭兵主演）、2019年にテレビドラマ『集団左遷!!』（福山雅治主演）など、多くの作品が映像化された。

## 主張
出版物の再販維持制度について、他の業界のカルテルを批判できないとの理由で撤廃を支持し、良書は安売りに駆逐されることはないと主張しているが、書店経営者などからは猛反発を受けている。（生活経済政策2008年5月号）

## 参考
- 『文藝年鑑2007』